# لونگو، پاکستان
لونگو (به انگلیسی: Longo) یک روستا در پاکستان است که در پنجاب واقع شده‌است. لونگو ۲۴۴ متر بالاتر از سطح دریا واقع شده‌است.